# Tomokichi Fukurai
Tomokichi Fukurai (1869 - 1952) foi pioneiro dos estudos de parapsicologia no Japão. Nascido no distrito de Gifu, graduou-se pela Universidade de Tóquio; obteve seu doutorado estudando o hipnotismo. 
Quando foi Professor Assistente na Universidade de Tóquio, conheceu a sensitiva Chizuko Mifune, uma clarividente japonesa. Conduziu muitos experimentos com ela e com Ikuko Nagao, outro sensitivo. 
Contudo, após este período ele teve de deixar a Universiddade de Tóquio e assumir uma cátedra na Universidade de Koyasan. Continuou suas pesquisas em parapsicologia e participou do Congresso Internacional de Associações Espiritualistas em 1928.